# Salep

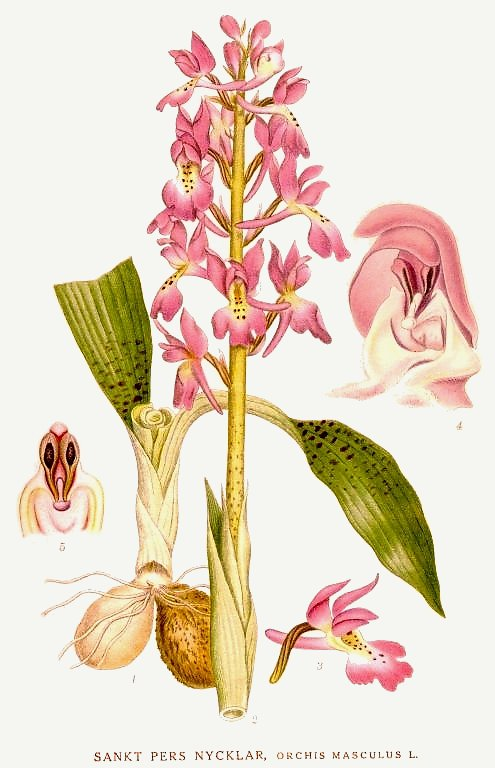
Orchis mascula, Orchis Mascula (Sankt Pers Nycklar) som vanligtvis associeras med Salep

Salep är den unga rotknölen från ett 40-tal olika orkidéer, däribland Sankt Pers nycklar och johannesnycklar i släktet Orchis. Olika varianter kan även fås från släktena Anacamptis, Ophrys, Gymnadenia, Coeloglossum och Eulophia. Begreppet salep syftar även på mjöl eller andra produkter av dessa rotknölar.

## Utvinning
De växter, från vilka man utvinner salep, har alla vid blomningstiden två knölar, varav den ena, som är kvar från föregående år och som tjänat till växtens utveckling, är mer eller mindre skrumpen, medan den andra är fast och fyllig. 
Den senare samlas in på hösten och torkas, varvid den skrumpnar och blir hornartad. Knölarna får då en svagt aromatisk doft och en fadd, slemmig smak. De innehåller i genomsnitt 27 % stärkelse, 48 % slem, 5 % protein och 1 % socker. De är svåra att pulverisera, men pulvret ger med kokande vatten ett efter avkylning tämligen fast slem.

## Användning

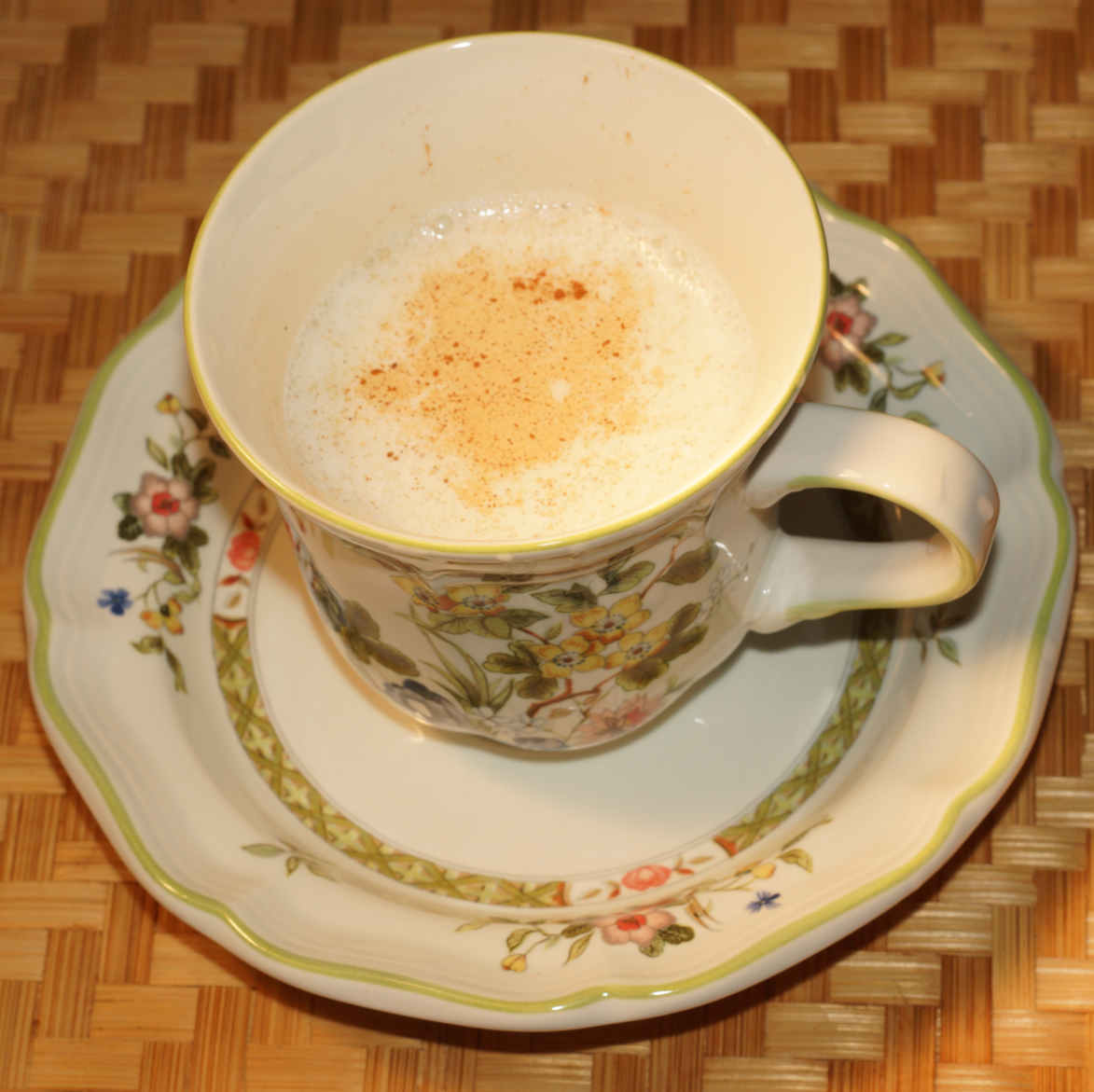
Salepdryck

Produktion av salep sker huvudsakligen i länderna runt Medelhavet, främst Turkiet, och används bland annat för appretering av silke och vid textilfärgning, men kan även användas som bindemedel vid bokbinderi och skomakeri, och som ett svagt stoppande näringsmedel för barn.
I Turkiet används salep traditionellt även för en söt, varm vinterdryck (jmf varm choklad), liksom för framställning av desserter och glass. Salepen gör glassen seg och det är det som kännetecknar den turkiska glassen Dondurma.